# كركميش

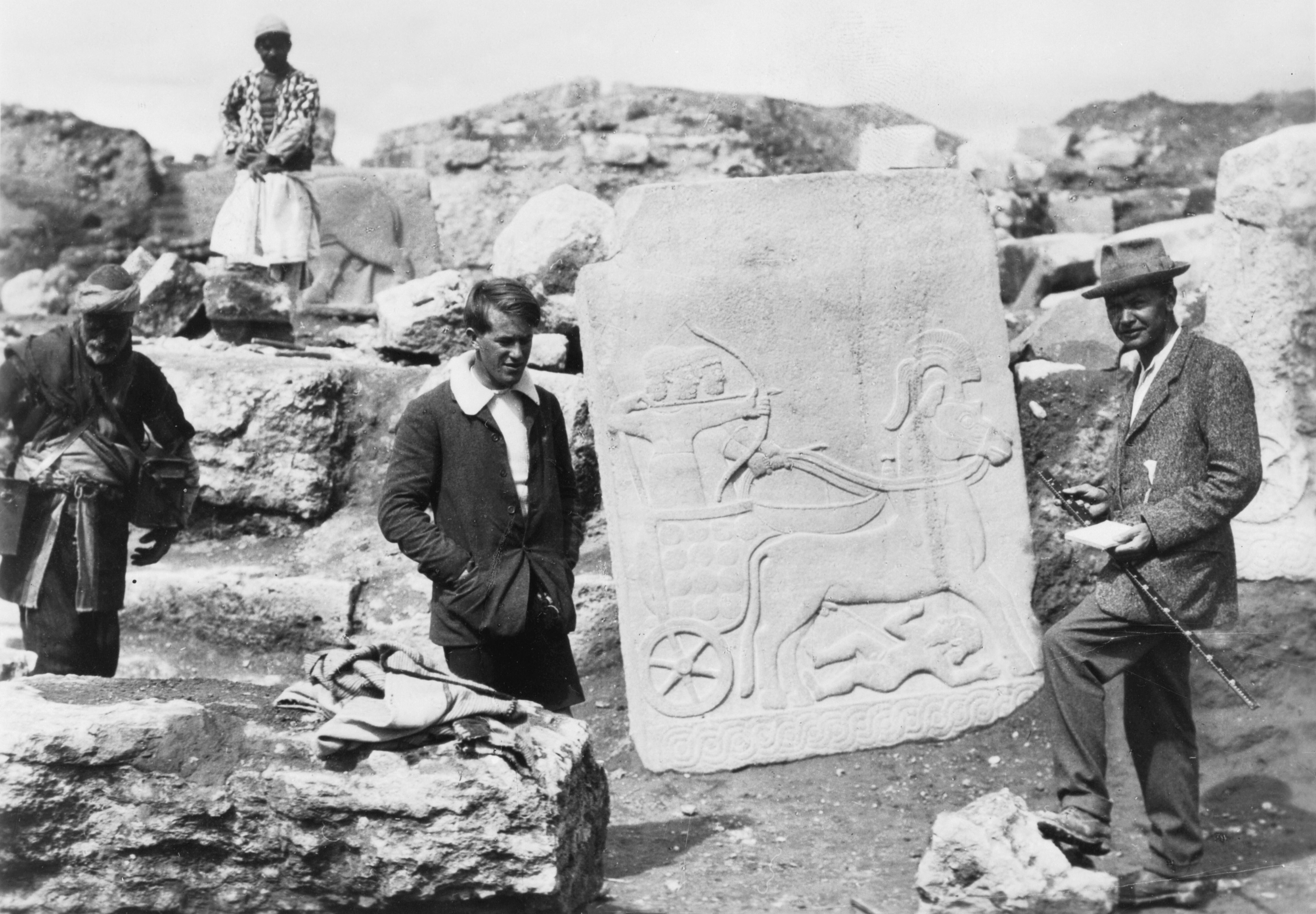
قطعة أثرية حثيّة من الفترة المبكرة للحيثيين وجدها توماس إدوارد لورنس وليونارد وولي (على يمين الصورة) في كركميش.

كركميش(جرابلس) مدينة أثرية سورية تقع في نقطة عبور هامة على الفرات إذ تعتبر بوابة بلاد الشام إلى الأناضول وبوابة الأناضول إلى بلاد الرافدين، فضلاً عن كونها نقطة عبور فراتية هامة بين الجزيرة والشامية. تتألف المدينة من أكروبول مرتفع في القسم الشرقي مع مدينة منخفضة تحيط بها أسوار مزدوجة تتخللها البوابات.

## الاسم
ان معنى اسم كركميش تتكون من كلمتين في اللغة الارامية لغة الكلدان والاشور والسريان  كلمة كر يعني الدهن الحر والزبدة وكميش يعني الجاموس، لذا معا تصبح معناها زبدة الجاموس وفي هذه المنطقة كانت منطقة فلاحية يربى فيها الجاموس.
أخذت المدينة اسمها من كر وهي كلمة كردية وتعني (التل) وغاميش وهي أيضا بالكردية وتعني (الجاموس) وبهذا يصبح المعنى تل جاموس لكثرة تربية الجاموس في هذه المنطقة بسبب وقوعها على نهر الفرات وملائمة طبيعتها لتربية هذا الحيوان. وقد كانت هذه التسميات شائعة في العديد من مواقع الهلال الخصيب مثل كارشالمنصر (في تل أحمر)، كار أسرحدون، كار يخدون ليم.
وفي العربية الفصحى: الكُورَة هي المدينة والصقع.

## تاريخ
إن ورود اسم كركميش في نصوص إبلا يشير إلى قدم هذه المدينة وأهميتها في الألف الثالث قبل الميلاد، وانها ظهرت كمدينة محصنة منذ الألف الثالث ق.م. رغم أن تاريخ تأسيسها لا زال غير معروف بشكل جيد، غير أن الخزفيات التي عثر عليها في تل النبي يونس المجاور لكركميش يشير إلى أن الاستيطان في منطقة كركميش يعود إلى الألف الخامس ق.م وربما أقدم من ذلك.

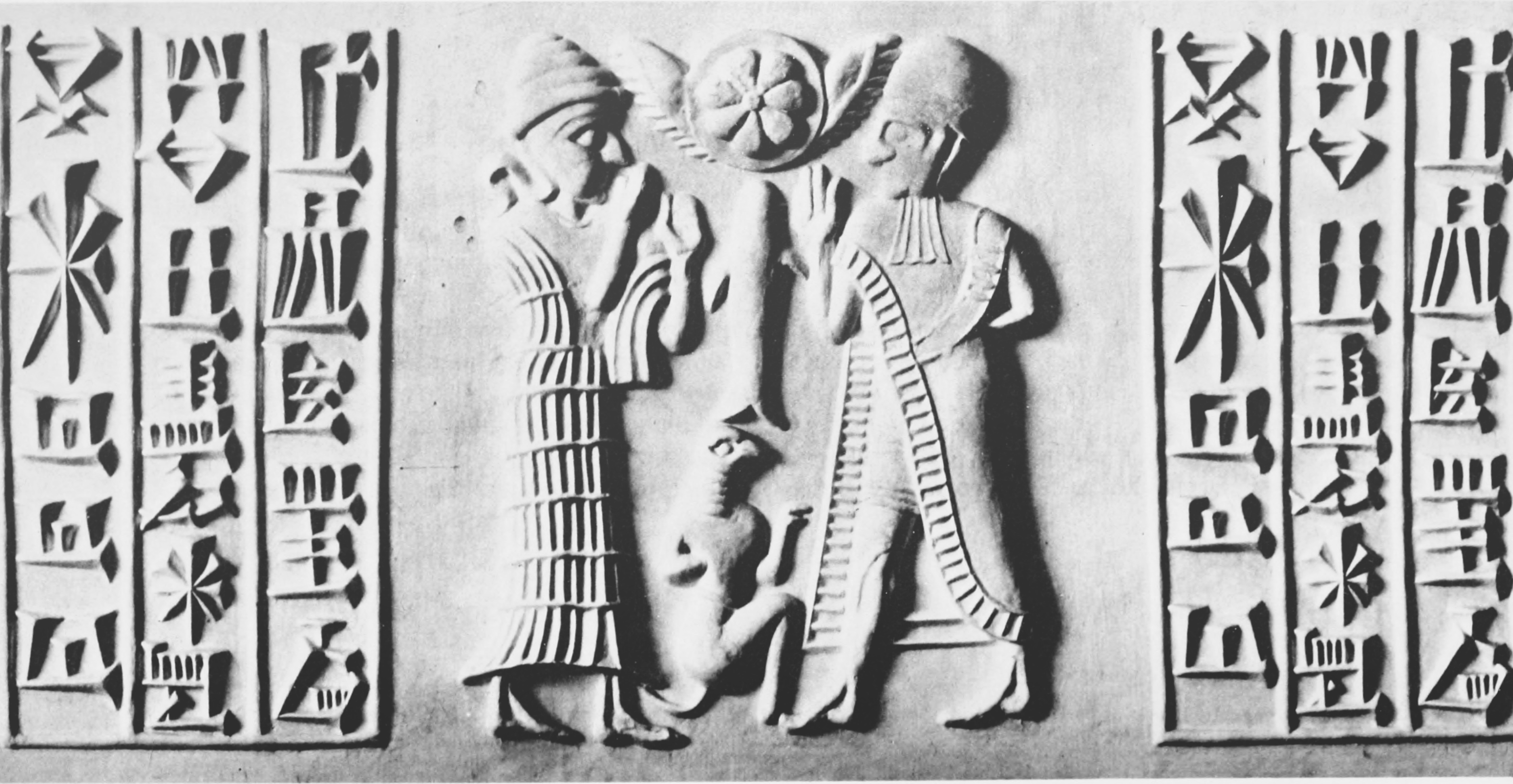
نقش يعود للفنيقيين الأوائل، خصصته ماترونا ابنة الملك أبلخندا وهو أول ملك معروف لكركميش للإلهة كوبابا، ويعود هذا النقش إلى القرن 19 ق.م.

إن المعلومات المستمدة من ارشيف إبلا (2400) ق.م، تشير إلى علاقات هامة بين مدينة إبلا وكركميش ولكن هذه المعلومات لا زالت بحاجة إلى المزيد من الإيضاح، ولاشك أن وجود المدن الهامة في المناطق المجاورة لكركميش خلال الألف الثالث ق.م. وقد أمكن التأكد منه من خلال أعمال التنقيبات الأثرية التي جرت في العديد من مواقع سد تشرين وخاصة في موقع جرابلس تحتاني حيث عملت بعثة جامعة أدنبرة الاسكتلندية وكشفت عن مدافن هامة في جرابلس تحتاني فضلاً عن آثار من عصر أوروك. كما أن مدافن تل أحمر خلال هذه الفترة ومدافن الشيوخ التحتاني وتل البنات كلها تشير إلى ازدهار منطقة كركميش خلال عصر إبلا والعصر البرونزي القديم (EB II-IV) كما أن المدافن التي عثر عليها في كركميش ذاتها هي مدافن معاصرة لأرشيف إبلا وقد تم تأريخها بحوالي 2300 ق.م. ويبدو أن كركميش كانت أكثر وضوحاً في نصوص ماري، إذ تشير هذه النصوص إلى أن ملك أموري هو «أبلخندا» الذي يعتبر أول ملك معروف لدينا في كركميش. وتشير بعض رسائل ماري إلى استقلال كركميش خلال عصر «شمشي هدد الأول» الذي هدّد «هدد أورشوم» و«خاشوم» ويمحاض كما هو وارد في تقرير «أبي سمر» الذي يطلب فيه النجدة من «يخدون ليم» ليقف معه في وجه جيوش «شمشي هدد» الذي هدّد أتباعه في المنطقة، ولكن كركميش ام تكن مهددة مما يشير إلى انها كانت واقعة تحت نفوز«شمشي هدد الأول». ويبدو أن قوة يمحاض كانت تجابه من قبل كركميش التي كانت محاطة بقبائل أمورية تعرف باسم «الرابيانيين». كان «أبلاخندة» معاصراً لـ "ياريم ليم" ملك يمحاض و«شمشي هدد» و«يسمع هدد» ثم «زمري ليم» كما كان معاصراً لـ «شينّام» ملك «أورشو»، و«أتامروم» ملك «أندريق»، كما كان معاصراً لـ «إيشخي هدد» ملك قطنا. ونعرف من هذه الفترة رجلاً كركميشياً ثرياً يدعى «صدقو لانسي» Sidqulonsi الذي أرسل رسالة إلى «زمري ليم» ملك ماري يخبره فيها عن تغييرات قد حصلت في كركميش ولعله يشير إلى انتقال العرش الكركميشي من «أبلاخندا» إلى ابنه «ياتار آمي» Yatar Ami وقد تم هذا الحدث خلال السنة العاشرة أو التاسعة من حكم «زمري ليم». وقد خلّف لنا «أبلاخندة» آثاراً قليلة لعل من أهمها ختمه الذي عثر عليه في موقع «اسميهيوك» Acemhuyuk في الأناضول، كما عثر على ختم ابنته «ماترونا» Matrunna في أوغاريت، كما نعرف بعض رسائله التي وجهها إلى «يسمع هدد» ملك ماري الذي كان يخاطبه فيها بكلمة (أخي). وهذا يشير إلى علاقات ودية بين ماري وكركميش بحيث نجد أن كركميش كانت تؤمن الخمور والزيوت والأخشاب واللوزيات إلى قصر ماري بينما كانت تستورد القصدير منها وكانت ماري تطلب المساعدات العسكرية أحياناً من كركميش. يبدو أن حكم «ياتار آمي» الكركميشي لم يطل أكثر من ثلاث سنوات إذ تم استبداله بأخيه «يخدون ليم» Yahul lim، ويبدو أن «ياتار آمي» كان صغيراً لأنه كان يذكر في رسائله الموجهة إلى «زمري ليم» ويقدم نفسه لزيمري ليم على أنه (ابن) زيمري ليم. ولم نعثر في كركميش إلا على لوحة واحدة مكتوبة على الحجر وهي مشوهة لا تسمح لنا بتقديم فكرة عن هذه الفترة من كركميش ذاتها. ويزودنا أرشيف ألالاخ (الطبقة السابعة) بإشارتين إلى كركميش النص (ALT 268) وهو قائمة توزيع حبوب تذكر من المستلمين رسولاً من كركميش، والنص (ALT 349) يشير إلى أغنام 28800 رأس وردت من قبل حاكم كركميش وتشهد هذه النصوص على الروابط الاقتصادية بين هاتين المدينتين. كما يرد ذكر كركميش في نص أدبي يتحدث عن حصار «أورشوم» يؤرخ زمن دخول الحثيين إلى سوريا.

## كركميش في الحوليات الآشورية
ذكرت كركميش في الحوليات الآشورية مراراً وكان أقدم ملك آشوري ذكرها هو تيغلات فيلصرالأول 1100ق.م، ثم ذكرها آشور ناصر بال الثاني وذكر أن اسم ملكها كان سانغارا كما ذكر آشور ناصر بال أنه أسكن بعض سكانها في كالخو.
أما شلمنصر الثالث فقد تحدث عن كركميش كثيراً في حولياته حيث ذكر أنه دمر 97 مدينة (قرية) تتبع لكركميش، ثم احتلها عام 870 ق.م.
كما ذكرها "تيغلات فليصّر الثالث" عام 738ق.م، ثم لم يعد يرد ذكرها في الحوليات الآشورية، حيث يبدو أن المدينة أصبحت مقاطعة آشورية بعد أن كانت عاصمة حثية وقد احتل الآشوريون معظم المدن التي كانت تتبع لكركميش مثل «تِل باشيرى»، و«دابيقو» (دابق)، و«نبيجّو» (منبج) التي كانت متحالفة مع كركميش و«بيترو»(الهوشرية) وعددا ًمن مدن الشمال.

## النقوش

### في نقوش «تيغلات فيلصر الأول»(1114-1077) ق.م.

#### النقش الأول (A.O.87.1)
الأسطر 44-63 :
- بعون الإله آشور سيدي، قدت عرباتي وجندي نحو الصحراء.
- توجهت نحو الأخلامو (كور أرامايا) أعداء الإله آشور.
- دحرتهم من حدود بلاد سوحي حتى مدينة كركميش بلد خاطي.
- في يوم واحد ضربتهم وقتلتهم وأخذت أسلابهم وممتلكاتهم وجلبت ما لا يحصى منها.
- بقية جندهم، فروا من مواجهة سلاح آشور سيدي.
- وعبروا نهر الفرات، فعبرت خلفهم على ضروف جلد الماعز.
- وصلت ست مدن من مدنهم عند سفوح جبل البشري، هدمتها وبالنار أحرقتها، وجلبت أسلابهم وممتلكاتهم إلى مدينتي آشور.

كما يذكر أنه اصطاد بعض الثيران في أرض حران وجلب أربعة فيلة، ويذكر أنه في السنة العاشرة من حكمه سيطر على بلاد واسعة من ضفة الزاب الأسفل حتى ضفة الفرات الأخرى (الشامية) وغزا بلاد خاطي (كركميش) ووسع ملكه.

#### النقش (A.O87.3)
يذكرحملته على بلاد خاطي- كركميش وملكها «إنّي تيشوب» الأسطر 26-30 :
- بعد عودتي أصبحت سيد كل بلاد خاطي حتى بواديها.
- وضعت عليهم الجزية، أعمدة خشب شجر الأرز.
- كلّفت بها إني تيشوب ملك بلاد خاطي (كركميش).
- وعبرت نهر الفرات مرتين في سنة واحدة خلف الآراميين حتى أرض خاطي.

#### النقش (A.O.87.6)
يذكر في عدة مواضع بلاد خاطي وإني تيشوب ومطاردته للآراميين
- أخذت من أرواد (أرمادا) وجبيل (جوبلا) ومدينة صيدا (صيدوني) تمساحاً وقردة كبيرة من ساحل البحر.
- وخلال عودتي استلمت من «إنّي تيشوب» سيد بلاد خاطي أخشاب الأرز.

و يبدو أنه ألزمه بتأمينها وتأمين وصولها، كما يقول في السطر 34 وما بعده:
- عبرت الفرات 28 مرة في سنة واحدة خلف الآراميين.
- من مدينة تدمر (تَدْمَرْ) في بلاد أمورو حتى مدينة عانة التي في بلد «سوخي».
- ومدينة "رابيقو" التي في بلاد "كاردونياش* وأخمدت ضجيجهم وأخذت أسلابهم إلى مدينة آشور.

و هكذا نجد أن مرحلة «تيغلات فيلصر الأول» كانت مرحلة صراع بين الآراميين والآشوريين في مناطق كركميش على ضفة الفرات اليسرى وغيرها من المناطق مثل مناطق البشري وتدمر.
و أن «تيغلات فيلصر الأول» فرض الجزية على «إنّي تيشوب» ملك كركميش مما يعني أنه سيطر على العديد من مدنه الفراتية وربما تكون إيمار واحدة منها، ولكن حملات «تيغلات فيلصر الأول» لم تفلح لأن نقوش خلفه «آشوربيل كالاّ» (1073- 1056 ق.م) تشير إلى أنهم عبروا الفرات ووصلوا إلى مناطق الخابور وأستقر قسم منهم في مناطق «الساجور» وكركميش ومنبج و«بيت أغوشي» وأن بعضاً منهم كان مستقراً في مدن بالقرب من كركميش حيث أن «تيغلات فيلصر» احتل «بيترو» الواقعة على نهر الساجور كما يقول بأنه أحتل مدينة «موتكينو» التي تقع جوار كركميش التي ربما تكون في «تل القملق».
أما «آشوردان» (934- 912 ق.م) فإنه يذكر بلاد «يخانو» ويقول: إنها أرض الآراميين، و«يخانو» هي المنطقة الواقعة بين كركميش ومنبج حيث حدد موقعها قائلاً: أرض الآراميين تقع بعد «فيترو» (تل الهوشرية)

## كركميش في عهد «سانغارا»
عاصر «سنغارا» ملك كركميش الملك «آشور ناصر بال الثاني» () والملك «شلمنصر الثالث» (858-824 ق.م).

### نقش «آشور ناصر بال الثاني» الأول
يذكر «آشور ناصر بال الثاني» في نقشه الأول: «سنغارا» ملك كركميش (خاطي) قائلاً: (توجهت إلى مدينة كركميش استلمت الجزية من «سانغارا» ملك بلد خاطي، 20 تالان من الفضة، خاتم ذهب، اسوارة ذهبية، خنجراً ذهبياً، 100 تالان من البرونز، 250 تالان من الحديد، أنابيب برونز، أدوات برونز، انبوب حمام برونزي، فرن برونزي الكثير من أدوات قصره الوزن لا يمكن أن يحدد، من الخشب، عروشاً من الخشب، صحون من الخشب مطعمة بالعاج، 200 فتاة شابة، ثيابا ملونة الحواف، صوفاً مصبوغاً بصباغ أحمر، صوفا، ألباستر، عاج فيلة، عربة مطلية بالذهب، عربة ذهبية مع صباغ، أدوات تناسب عظمته، أخذت مع العربات، أدوات الفرسان ومتاع مدينة كركمش، كل ملوك البلاد نزلوا إليّ وأطاعوا لي (خضعوا لي)، أخذت منهم الأسرى، حفظوا في سجني في جبل لبنان).
و يذكر «شلمنصر الثالث» معلومات هامة عن مدينة كركميش وعن ملكها «سانغارا»، ويبين لنا أن كركميش كانت بلداً قوياً وغنياً وهي غالباً ماكانت تنضم إلى أحلاف المدن الشامية الشمالية في مواجهة الحملات الآشورية.

### النقش رقم: (A.O102.1)
الأسطر 93-95 : حينما كنت في مدينة «دابيغو» ذاتها استلمت الجزية من «قالبورندا العمقي» (الأونقي)، ومن «موتالدّا الجرجومي»، و«حيّانو الشمألي»، ومن «أرامو» رجل بيت أغوشي، فضة، ذهباً، قصديراً، برونزاً، حديداً صوفاً مصبوغاً بالأحمر، عاج فيلة، ثياباً مطرزة مصنوعة من الكتان مطرزة الأهداب، ثيراناً، أغناماً، خمراً، وطيوراً كبيرة.
إن ما يلفت الانتباه في قائمة الجزية هنا أنه لم يذكر جزية ملك كركميش حيث يبدولنا أن «شلمنصر الثالث» لم يرغب في التصادم مع خصم قوي حثي، لأنه كان منشغلاً بالخصم الآرامي القوي الذي يدعى «أخوني» رجل «بيت عديني»، وغالباً ما كان الأمراء الآراميون والحثيون يتحالفون ويؤازرون بعضهم البعض عند وقوع المعركة، أو في حال تعرض مدينة من مدنهم للهجوم والحصار حيث يذكر «شلمنصر الثالث» أنه حينما عبر نهر العاصي (أرانتو) وتوجه إلى مدينة «أليموش» التابعة لـ «سفالومي الباطيني» هب أخوني رجل «بيت عديني» و«سانغارا الكركميشي»، و«حيّانو الشمألي»، و«كاتيما» ملكة «فيخريم»، و«بور عناتي اليسبوقي»، و«أدانو اليخاني» لنجدته. لكنه هزمهم جميعاً ودحرهم وقتل منهم 700رجل، وأسر وسط المعركة «بور عناتي اليسبوقي»، واحتل مدن العمق قبل أن يتوجه إلى الساحل.
إن هذا يعني أن هناك معارك عنيفة تمت قبل معركة قرقر، سواء في منطقة «بيت عديني»، أو حول كركميش أو في منطقة العمق (باتينا) وأنه في كل معركة كان هؤلاء يهرعون لنجدة بعضهم البعض، أمام جيوش ملك قوي مثل «شلمنصر الثالث» ولكن هذا الملك كان في بداية عهده يكتفي بأخذ الجزية، حيث يذكر في ذات النقش في الأسطر 81-86 ما يلي:
- استلمت الجزية من ملوك ضفة الفرات المقابلة
- من «سانغارا» الكركميشي ومن «كونداشبو الكمّوخي»
- ومن «أرامّو» رجل «بيت أغوشي»
- ومن «لالا الملّيدي»
- ومن «حيّانو» رجل «بيت جَبَّاري»
- ومن «قالبورندا الباتيني» ومن «قالبورادا الجرجومي»، فضة، ذهباً، قصديراً، برونزاً، وقدور من البرونز.

ثم يتوجه إلى حلب ويقول في الأسطر 86-89 ما يلي:
- مغادراً ضفة الفرات،
- توجهت إلى «خلمان» (حلب) خاف (أهل حلب) خوض المعركة، * خضعوا لي، استلمت جزيتهم، فضة، ذهباً، وقدمت القرابين أمام حدد خلمّان (حلب).

إن ما يلفت الانتباه في هذه العبارات ذكره لاسم حلب باسم «خلمان»، وعدم تعرض حلب لدماره كما كان يفعل بغيرها، إن عدم وجود حلب في أي حلف سياسي وقف أمام الزحف الآشوري، يعني أنها كانت ضعيفة جداً من الناحية السياسية وليس لها من الأمر إلا سلطة دينية كسبتها من خلال وجود معبد هدد فيها، وهومعبد يحترمه الجميع، حتى خصوم حلب، وخصوم الآراميين والحثيين، مثل «شلمنصر الثالث» الذي جاء إلى حلب ولم يخض حرباً فيها بل إنه قدم القرابين، واكتفى بجزية بسيطة لا تستحق الذكر.
و يذكر «شلمنصر الثالث» مدينة «سازبو» التي كانت تابعة لـ «سنغارا الكركميشي» وبعض المدن التي فرض عليها الجزية وكمية الجزية السنوية المفروضة على كل مدينة
و يقدم لنا بذلك وثيقة هامة، عن مستوى هذه المدن وأهميتها واقتصادها، من خلال كمية الجزية التي تدفعها.
الأسطر 18-19 :
- مغادراً دابيغو توجهت إلى مدينة سازبو، المدينة المحصنة لسانغارا الكركميشي، حاصرت المدينة، سيطرت عليها وقتلت العديد من سكانها وحملت الأسلاب منها
- ودمرت محيطها، فخاف كل ملوك خاطي مواجهة أسلحتي القوية وخضعوا لي.

كان الخضوع بدفع الجزية السنوية فكانت جزية كركميش كما يلي:

### النقش الأول A.102.1
الأسطر 27-30 :
- استلمت الجزية من سانغارا الكركميشي 2 تالان من الذهب، 70 تالان من الفضة، 30 تالان من البرونز،

- 100 تالان من الحديد، 20 تالان من الصوف المصبوغ باللون الأحمر، 500 ثوب، كما أخذت ابنته.

- وفرضت عليه الجزية السنوية ومقدارها 1مانا من الذهب، 1 تالان من الفضة، 2تالان من الصوف الأحمر.

لو قارنا هذه الكميات مع الأسلاب التي أخذها «شلمنصر الثالث» مع ما أخذه من مدن الأخرى لعرفنا حجم كركميش، وقوتها الاقتصادية، فقد أخذ «شلمنصر الثالث» جزية العمق من «قالبوراندا»، ومن «حيّانو» رجل «بيت جبّاري»، الواقعة على سفوح الأمانوس ومن «قاتازيلوّ الكموخي»، ومن «بيت آغوشي»: وذكر ما يلي في الأسطر 18-24 :
- استلمت من «قالبوراندا الباتيني» (سهل العمق) 3 تالان من الذهب، 100 تالان من الفضة، 300 تالان من البرونز ،300 تالان من الحديد، ألف قدر برونزي، ألف ثوب كتان مطرز الحواشي، أخذت ابنته مع جهازها، * 200 تالان من الصوف المصبوغ، 500 ثور، 5000 غنمة، ثم فرضت عليه جزية سنوية هي :
- 1 تالان من الفضة، 2 تالان من الصوف المصبوغ بالأحمر، 100 عمود خشب أرز، استلمها بانتظام في مدينتي آشور.
- واستلمت من «حيّانو» رجل «بيت جبّاري» 8 تالان من الفضة، 900 تالان من البرونز، 200 وزنة من صمغ الأرز، ابنته مع جهازها الثمين،
- ثم وضعت عليه جزية سنوية قدرها 10مانا من الفضة، 100عمود من خشب الأرز، 1وزنة (هومير) من صمغ الأرز، استلمتها سنوياً في مدينتي آشور،
- واستلمت من أرامو رجل بيت آغوشي 10مانا من الذهب، 6 تالان من الفضة، 500 ثور، 5000 غنمة.و من «قاتازيلو الكمّوخي»، استلمت 20 مانا من الفضة، 300 عمود خشب من شجر الأرز.

نلاحظ مما تقدم أن «قالبوراندا الباتيني» (سهل العمق) قد دفع أكثر من «سنغارا الكركميشي»، مما يعني أنه كان يسيطر على مناطق أوسع وأكثر غنى، أما «حيّانو رجل بيت جبّاري»، فقد كانت جزيته أقل بكثير من كركميش و«باتينا»، فهولم يدفع سوى 10 مانا من الفضة، و 100 عمود من خشب الأرز.
أما «رجل بيت آجوشي» فيدفع 10 مانا من الذهب، و 6 تالانات من الفضة، و 500 ثور و 5000 غنمة، وهذا يعني أنه من الأثرياء أيضأ، بينما لايدفع «قاتازيلّو الكمّوخي» سوى 20 مانا من الفضة، لكنه يقدم 30عمود خشب أرز.
نلاحظ أن سياسة «شلمنصرالثالث» كانت تعتمد على الاكتفاء بأخذ الجزية أو بنات الملوك، فقد أخذ ابنة «سانغارا الكركميشي» مع جهازها، وأبنة «قالبوراندا الباتيني» مع جهازها النفيس أيضاً، وأبنة «حيّانو رجل بيت جبّاري» مع جهازها النفيس، كما يذكر في موضع آخرأنه أخذ ابنة «موتالو الجرجومي» مع جهازها.
و يعتقد أن أخذ «شلمنصر الثالث» لبنات ملوك سوريا، لم يكن بمثابة السبي، بل كان ضمانة للولاء ودفع الجزية السنوية.
لكن مهما كان الأمر فقد بقيت كركميش مركزاً حثياً ولم تخضع للمجازر والحروب والمآسي التي تعرضت لها جارتها «بيت عديني» في عهد «أخوني».
لكن «شلمنصر» لم يكتف بأخذ الجزية من كركميش في أواخر عهده حيث يذكر في نقوشه ما يلي :

### النقش الثالث
- بعد أن ذهب ووضع تماثيله في جبال «أتالوّ» جانب تمثال «آنوم خيربي»، عرج على إعزاز (خزازو) ثم المدن «الباتينية» في العمق، وأخذ 4600أسير وأنه غادر إعزاز وتوجه إلى مدينة «أوريمو»، المدينة المحصنة التابعة لـ «لوبارنا الباتيني»، ثم دمرها وأحرقها، وقام بنقش مسلة تخليدية، ثم استلم الجزية من «بيت آغوشي» (تل رفعت) الذهب والفضة والأغنام والعاج وصناديق الخشب، بعدها هجّر 2200إنسان من «بلاد خاطي» وجلبهم إلى مدينة آشور.

## كركميش بعد عهد سنغارا
بعد أن توفي «سنغارا» الذي حكم كركميش مدة ثلاث عقود تظهر كركميش في الوثائق الآشورية ثانية في عهد ملكها «بيسريس»، الذي كان يدفع الجزية لتغلات فيلصر الثالث عام 738، من أجل أن يحكم كركميش بشكل مستقل عن الدولة الآشورية، ولم ينضم «بيسريس» للحلف «الأرفادي الأورارتي» الذي هزم عام 743ق.م، لأنه يريد السلامة، بعد ذلك نجد تغيراً في السياسة الآشورية خلال عهد تيغلات فيلصر الثالث فلم تعد سياسة الحملات تنتهي بصراع محدود يعقبه دفع للجزية، بل أصبحت السياية الآشورية تعتمد على ضم وإلحاق هذه الممالك الإمبراطورية الآشورية، كي تصبح مقاطعات آشورية يحكمها موظفون آشوريون، وجاءت الفرصة لتيغلات فيلصر الثالث حينما بدأت ارفاد تشكل حلفاً مع «الأورارتيين» و«الجرجوميين»، فكان لا بد من صد هذا الخطر حيث نقرأ في حوليات تيغلات فيلصر الثالث، أنه خاض معركة في بلاد «كمّوخ» ضد هذا التحالف عام 763، وكان «شمشي إيلو» (الترتانو) القائد العسكري في كار شلمنصر (تل برسيب)، هو من أفشل هذه التحالفات وهو الذي دحر الأورارتيين وكل المنافسيين.
و يبدو أن ممالك المدن الآرامية في الشمال السوري قد تحولت إلى مقاطعات آشورية خلال هذه الفترة، وبقيت كذلك خلال عهد شلمنصر الخامس 726-722ق.م الذي قاد حملة واسعة على غرب الهلال الخصيب وحاصر صيدا وصور وعكا وأصبحت «شمأل» خلال عهده مقاطعة آشورية.
أما في عهد سرجون الثاني الذي دخل سوريا فإنه أنهى السلالة الحثية في كركميش وهزم «بسيريس» ودمر كركميش، وهجّر سكانها وملكها، وأحل فيها سكاناً آشوريين فتحولت إلى مدينة آشورية.
أما الملك الآشوري سنحاريب 704-681 فيذكر أنه استخدم رجال «خاطي» في بناء السفن، كما يذكر أنه استخدم بعضهم، حينما بنى قصره في نينوى، وكان سنحاريب يخطط لتطوير الملاحة النهرية في الفرات، من خلال تكليف سكان كركميش المهجريين في كار أسرحدون.
أما خلفه آشور بانيبال فقد ورث المنطقة عن والده في عداد ما ورث من مناطق واسعة تركها له والده وظلت كركميش في عهدة الآشوريين حتى العهد البابلي الجديد.